# CJ-1000A
中國航發“长江”CJ-1000A是一款由中華人民共和國自主研發的高涵道比渦扇噴氣式發動機，現正由中國航空發動機集團商用航空发动机有限责任公司試製並測試中，將來用於中國商飛C919货机构型之上。

## 歷史

### 定型
長江-1000A的縮寫是CJ-1000A，最前面的C是寓意China（中国）的首字母，是国产飞机代号C919的首字母，又是Commercial（商用）、Civil（民用）的首字母。J为Jet Engine（喷气发动机）的首字母；1000A，代表发动机推力等级在10,000kgf-19,999kgf，A是第一型产品代号。取名 “长江” 寓意大客发动机CJ-1000A产品研制开创中国商用航空发动机产业发展先河，象征着中国商用航空发动机的无穷动力和源远流长。
在2011年前長江-1000A定名前，由中国自主研发的用于C919的商用发动机原先分为两款: SF-A和SF-B。前者由隶属于中国航空工业集团公司的中航商用飞机发动机有限责任公司设计、研制的发动机，是一款推力范围为1,2000至1,3000kgf的大涵道比涡扇发动机，可满足大型客机的动力需求。2009中国国际工业博览会上展出過，而SF-B則更為先進。
有自媒体报道稱，其技術來源為渦扇10，可能也能作為運20的渦扇-20以外的動力來源，而渦扇10與渦扇-20又都是CFM56改造來的，因此系出同源，但作為商用航空发动机的起步较高，增加采取了宽弦、复合弯掠叶片和数字式发动机控制技术等新技术，因此整体性能较好。具备高效、低油耗，维护性能等特点。
根据中国航空学会权威杂志《航空知识》公众号，2018年5月长江1000A发动机验证机整机点火成功时，国产复合材料风扇叶片也已研制成功，开始装机试验。。
预计2024年底构型冻结，2025年开始适航取证。

### 展示
CJ-1000A發動機是中國自行研製的第一代民用高涵道比渦輪扇發動機，於2011年首次公開，並於翌年的珠海航展上首度公開全尺寸模型。2021年CJ-1000A二次在珠海航展上亮相，稱進度要高空台仍在推行中，盡快上飛行台。

### 項目變動
此項目最初由中航工業負責，直至2016年隨著中航工業發動機部門分拆，而改由繼承相關業務的中國航發接手研製。及後，CJ-1000A的設計於2017年12月10日正式通過相關部委評審，同月完成首台樣機的裝配。

## 開發

### 国产发动机研製
2010年上海世博会期间，中航商发时任领导表示中国首款商用航空发动机──“长江”CJ-1000A计划在2016年交付商飞配装C919。
2011年9月，北京國際航空展覽會上中国航空工业集团展示了中国首款商用航空发动机──“长江”CJ-1000A。该发动机将最快于2020年代装配C919。
2012年3月，中国工程院院士冯培德表示，长江1000国产发动机预计在“十三五”期间用上。
2016年8月28日，中國航空發動機集團有限公司（簡稱中國航發）在北京海淀區藍靛廠南路5號掛牌成立，而國產發動機研發任務亦同時改由中國航發接手。
首台CJ-1000A整机於2018年5月17日成功進行首次點火，轉速達6,600轉。及後，第二台亦在同年11月製成，用於進行高壓渦輪機部分的測試，並成功全速運轉。
2019年6月，中國航發為第三台CJ-1000A試製機測試所需的訊號傳輸系統進行招標，表示當時已至少製成三台同款發動機，並正進行核心機測試。其後，引擎控制系統的測試亦於同年11月開始。
2020年6月，CJ-1000A完成部件鳥擊測試，中國飛機強度研究所開始進行改建工程，以提供場地進行CJ-1000A的下一階段測試；同月，CJ-1000A在浙江省渦輪推進院完成鳥擊測試。其後，CJ-1000A開始進入試製階段，而第三台試製機亦於8月加裝無線電遙測系統，為安裝至閻良試飛院的Y20測試平台作準備。
2022年10月9日，中国航发商用航空发动机有限责任公司组织召开了加速推进长江1000A适航取证工作动员会，并要求该型发动机在2023年完成挂飞试验、2025年完成适航审定、2027年交付使用。
2023年3月，长江1000A发动机在陕西阎良完成挂飞，总体性能满足设计要求。

### 主要部件系统供应商
复材风扇叶片 中国航空工业集团复合材料有限责任公司 
风扇增压机 中国航空发动机集团成都发动机有限公司 
高压压气机 中国航空发动机集团成都发动机有限公司 
燃烧室 中国航空发动机集团西安航空发动机有限公司 
高压涡轮 中国航空发动机集团西安航空发动机有限公司 
低压涡轮 中国航空发动机集团沈阳黎明航空发动机有限责任公司 
附件及传动齿轮箱 中国航空发动机集团哈尔滨东安发动机有限公司
支点轴承 中国航空发动机集团哈尔滨轴承有限公司 、瑞典斯凯孚SKF 
燃油控制系统 中国航空发动机集团航空动力控制系统研究所 、中国航空发动机集团西安动力控制科技有限公司 
标准件 中国航空发动机集团北京航空材料研究院 、中国航空工业集团标准件制造有限公司 、美国派克汉尼汾Parker Hannifin 等

## 應用機種
- 中國商飛C919货机，中國航發的目標是於2025年至2027年間讓CJ1000A獲得中國國家認證并交付使用[14]，作为C919目前使用的CFM國際LEAP發動機的备份。

## 性能

### 概况
- 类型： 雙轉子高涵道比涡轮风扇发动机
- 长度： 3,290（130英寸）
- 直径： 1,960（77英寸）
- 淨重： 3,296（7,266磅）

### 组件
- 压缩机： 1級風扇（鈦合金製）、3級增壓渦輪及10級高壓壓氣機
- 燃烧室： 环形燃烧室
- 涡轮： 2級高壓渦輪及7級低壓渦輪

### 性能
- 最大推力： 12913～13608kgf
- 旁通比： 約為10:1[15]
- 功率重量比：

### 相關開發
- WS-20
- WS-15
- WS-10

### 類似的引擎
- CFM International LEAP
- Aviadvigatel PD-14，伊爾庫特MC-21使用，2020年首飛測試成功。
- 普惠PW1000G

### 相關列表
- 飛機發動機列表
- 中華人民共和國飛機發動機列表